# Nathan Oduwa
Kelade Nathan Oduwa (* 5. März 1996 in Bloomsbury, London) ist ein englischer Fußballspieler.

## Karriere

### Verein
Nathan Oduwa wurde im Jahr 1996 in Bloomsbury einem Stadtteil innerhalb des London Borough of Camden geboren. Er begann seine Fußballkarriere bei den Tottenham Hotspur aus dem nördlichen Londoner Stadtteil Haringey. Für die Spurs spielte Oduwa bis Januar 2015 in deren Youth Academy. Im Februar 2015 wurde er bis zum Saisonende an den englischen Viertligisten Luton Town verliehen. Sein Profidebüt absolvierte Oduwa fünf Tage nach seiner Verpflichtung gegen Oxford United. Für die Hatters aus Luton absolvierte er bis zum Ende der Leihe elf Spiele davon drei in der Startelf und acht als Einwechselspieler. Im August 2015 wurde er gemeinsam mit Dominic Ball für die gesamte Saison  2015/16 von den Spurs an die Glasgow Rangers verliehen. Für den schottischen Zweitligisten debütierte der 19-Jährige Oduwa am 2. Spieltag gegen Alloa Athletic, als er für Barrie McKay eingewechselt wurde. Am 1. Dezember 2015 konnte der im offensiven Mittelfeld und als Stürmer agierende Oduwa sein erstes Profitor erzielen, er traf am 15. Spieltag gegen den FC Dumbarton zum zwischenzeitlichen 3:0 beim 4:0-Erfolg im Ibrox Stadium. Im Januar 2016 wurde die Leihe vorzeitig beendet.

### Nationalmannschaft
Nathan Oduwa spielt seit dem Jahr 2013 für die Juniorenmannschaften des englischen Fußballverbandes. Er lief dabei für die U-17, U-18 und U-20 auf.